# پل پربوآ
پل پربوآ (فرانسوی: Paul Préboist‎؛ ‏ ۲۱ فوریهٔ ۱۹۲۷ – ۴ مارس ۱۹۹۷) یک هنرپیشه اهل فرانسه بود.

## فیلم‌شناسی
از فیلم‌ها یا برنامه‌های تلویزیونی که وی در آن نقش داشته‌است می‌توان به آثار زیر اشاره کرد.
| سال  | عنوان                      | نقش          | کارگردان        | توضیحات |
| ---- | -------------------------- | ------------ | --------------- | ------- |
| ۱۹۵۶ | ژروز (فیلم)                | A spectator  | رنه کلمان       |         |
| ۱۹۵۶ | النا و مردانش              | The groom    | ژان رنوآر       |         |
| ۱۹۵۷ | دروازه‌های پاریس            |              | رنه کلر         |         |
| ۱۹۵۷ | ماجراهای آرسن لوپن         | The groom    | ژاک بکر         |         |
| ۱۹۵۸ | وایکینگ‌ها (فیلم ۱۹۵۸)      |              | ریچارد فلایشر   |         |
| ۱۹۶۰ | حفره (فیلم ۱۹۶۰)           | A guardian   | ژاک بکر         |         |
| ۱۹۶۲ | هفت گناه کبیره (فیلم ۱۹۶۲) | Alphonse     | فیلیپ د بروکا   |         |
| ۱۹۶۷ | اسکار (فیلم ۱۹۶۷)          | Charles      | ادوارد مولینارو |         |
| ۱۹۷۰ | دسته ژاندارم‌ها             |              |                 |         |
| ۱۹۷۰ | قایقی بر علفزار            | Leon         | ژرار براش       |         |
| ۱۹۸۲ | بینوایان (فیلم ۱۹۸۲)       | Fauchelevent | روبر حسین       |         |
| ۱۹۸۴ | یکی و دیگری                |              |                 |         |